# Collegio uninominale Puglia - 15
Il collegio elettorale uninominale Puglia - 15 è stato un collegio elettorale uninominale della Repubblica Italiana per l'elezione della Camera dei deputati tra il 2017 ed il 2022.

## Territorio
Come previsto dalla legge elettorale italiana del 2017, il collegio era stato definito tramite decreto legislativo all'interno della circoscrizione Puglia.
Era formato dal territorio di 19 comuni: Ascoli Satriano, Candela, Carapelle, Carpino, Castelluccio dei Sauri, Cerignola, Isole Tremiti, Manfredonia, Margherita di Savoia, Mattinata, Monte Sant'Angelo, Ordona, Orta Nova, Rocchetta Sant'Antonio, San Ferdinando di Puglia, Stornara, Stornarella, Trinitapoli e Zapponeta.
Il collegio era quindi compreso tra la provincia di Foggia e la provincia di Barletta-Andria-Trani.
Il collegio era parte del collegio plurinominale Puglia - 04.

## Eletti
| Elezione | Elezione | Deputato      | Partito            |
| -------- | -------- | ------------- | ------------------ |
|          | 2018     | Antonio Tasso | Movimento 5 Stelle |
|          | 2018     | Antonio Tasso | Gruppo misto       |

## Dati elettorali

### XVIII legislatura
Come previsto dalla legge elettorale, 232 deputati erano eletti con sistema a maggioranza relativa in altrettanti collegi uninominali a turno unico.
| Candidati              | Candidati               | Voti    | %     | Liste                    | Voti    | %     |
| ---------------------- | ----------------------- | ------- | ----- | ------------------------ | ------- | ----- |
|                        | Antonio Tasso ✔️ Eletto | 50 491  | 43,81 | Movimento 5 Stelle       | 50 491  | 43,81 |
|                        | Giacomo Gatta           | 39 536  | 34,30 | Forza Italia             | 25 055  | 21,74 |
| Lega                   | Giacomo Gatta           | 39 536  | 34,30 | 7 763                    | 6,74    |       |
| Fratelli d'Italia      | Giacomo Gatta           | 39 536  | 34,30 | 4 386                    | 3,81    |       |
| Noi con l'Italia - UDC | Giacomo Gatta           | 39 536  | 34,30 | 2 332                    | 2,02    |       |
|                        | Michele Bordo           | 19 718  | 17,11 | Partito Democratico      | 17 140  | 14,87 |
| Civica Popolare        | Michele Bordo           | 19 718  | 17,11 | 1 448                    | 1,26    |       |
| +Europa                | Michele Bordo           | 19 718  | 17,11 | 811                      | 0,70    |       |
| Italia Europa Insieme  | Michele Bordo           | 19 718  | 17,11 | 319                      | 0,28    |       |
|                        | Michela D'Onofrio       | 2 431   | 2,11  | Liberi e Uguali          | 2 431   | 2,11  |
|                        | Giuseppe Terlizzi       | 839     | 0,73  | Il Popolo della Famiglia | 839     | 0,73  |
|                        | Savino Franzi           | 664     | 0,58  | Potere al Popolo!        | 664     | 0,58  |
|                        | Giuseppe Prencipe       | 543     | 0,47  | Italia agli Italiani     | 543     | 0,47  |
|                        | Matteo Tricarico        | 431     | 0,37  | CasaPound                | 431     | 0,37  |
|                        | Giuseppe Custode        | 392     | 0,34  | Partito Valore Umano     | 392     | 0,34  |
|                        | Feliciano Lorusso       | 149     | 0,13  | 10 Volte Meglio          | 149     | 0,13  |
|                        | Annamaria Tiritiello    | 66      | 0,06  | PRI - ALA                | 66      | 0,06  |
| Totale                 | Totale                  | 115 260 | 100   |                          | 115 260 | 100   |
|                        |                         |         |       |                          |         |       |
| Voti non validi        | Voti non validi         | 3 309   | 2,79  |                          |         |       |
| Votanti                | Votanti                 | 118 569 | 65,69 |                          |         |       |
| Elettori               | Elettori                | 180 490 |       |                          |         |       |